# Vad är Gud?
Vad är Gud? är en psalm vars text och musik är skriven av Py Bäckman.
Musikarrangemanget i Psalmer i 2000-talets koralbok är gjort av Anders Göranzon.

## Publicerad som
- Nr 808 i Psalmer i 2000-talet under rubriken "Verklighetsuppfattning, tillvaron som Guds skapelse".